# Карл Хајнц Румениге
Карл-Хајнц Румениге (рођен 25. септембра 1955. у Липштату) је некадашњи немачки фудбалер. Данас је фудбалски функционер.
Највеће успехе у каријери је остварио играјући за Бајерн Минхен, са којим је освојио Интернационални куп, Куп европских шампиона и бројне титуле првака Немачке. Са фудбалском репрезентацијом Немачке освојио је првенство Европе 1980, док је на светским првенствима два пута (1982. и 1986) био вицешампион. Два пута је проглашен за најбољег фудбалера године.

## Трофеји

### Клупски
Бајерн Минхен
- Првенство Немачке (2) : 1979/80, 1980/81.
- Куп Немачке (2) : 1981/82, 1983/84.
- Суперкуп Немачке (1) : 1982.
- Куп шампиона (2) : 1974/75, 1975/76. (финале 1981/82).
- Интерконтинентални куп (1) : 1976.

### Репрезентативни
Западна Немачка
- Европско првенство (1) : 1980.
- Светско првенство : финале 1982, 1986.